# Magyar Ju Jitsu Szövetség
A Magyar Ju Jitsu Szövetség 1985. április 15-én alakult a Lágymányosi Közösségi Házban, az első elnöke Kelemen István - akkor 2. danos mester. Ma 31 klubban cca. 700 fő tagsággal rendelkezik. A Szövetség iskolája a Kelemen Ryu Ju Jitsu.

## A Magyar Ju Jitsu Szövetség megalakulása
Magyarországon először 1976-ban volt látható ju jitsu, mégpedig a Haditorna Klub meghívására shike Giacomo Spartaco Bertoletti, a Ju Jitsu Világszövetség igazgatója bemutatásában. 
1979-ben a Világszövetség három vezető mestere Robert Clark, Richard Morris és Tony Andropus látogatott és tartott bemutatót hazánkban, amelyről  film is készült Három úr húsz dannal címmel. 
Kelemen István ennek hatására kezdett el komolyan a ju jitsuval foglalkozni és honosította meg hazánkban. 1980-ban kezdődtek az első ju jitsu edzések Magyarországon. 
1982-ben nyitott az első önálló magyarországi ju jitsu dojo a Madách téren, Kelemen István vezetésével.
Kelemen István kialakította a vizsgaanyagot és három könyvet írt a ju jitsu-ról 1983 és 1986 között.
A Magyar Ju Jitsu Szövetség 1985. április 15-én alakult a Lágymányosi Közösségi Házban, az első elnöke soke Kelemen István - akkor 2. danos mester - lett.
A Magyar Ju Jitsu Szövetség tagja a WJJKO-nak (World Ju Jitsu Kobudo Organization – Világszövetség).
Ugyancsak tagja a JJIF-nek (Ju-Jitsu International Federation), ami azért jelentős, mert ez a ju jitsu szervezet rendelkezik AGFIS/SportAccord tagsággal és országonként csak egy tagszervezete van, illetve lehet. Magyarországon tehát a Magyar Ju Jitsu Szövetség az egyedüli ju jitsu kapcsolat az AGFIS/SportAccord felé. 
A Magyar Ju Jitsu Szövetség 2007 óta tagja az IBA (International Budo Academy) ju jitsu szekciójának. 
A Magyar Ju Jitsu Szövetség alapító tagja a 2015-ben bejegyzett Magyar Sport Ju-Jitsu Szakszövetségnek.

## A Magyar Ju Jitsu Szövetség klubjai
A Magyar Ju Jitsu Szövetség mindenkori dojo-inak listája hivatalos honlapján, a http://www.jujitsu.hu oldalon, illetve ezen a linken található.